# Missery
Missery település Franciaországban, Côte-d’Or megyében. Lakosainak száma 105 fő (2022. január 1.). Missery Fontangy, Thoisy-la-Berchère, Mont-Saint-Jean és La Motte-Ternant községekkel határos.

## Népesség
A település népességének változása:
| Lakosok száma | 142  | 110  | 105  | 102  | 102  | 102  | 105  | 108  | 107  | 105  |
|               | 1968 | 1982 | 1990 | 2006 | 2013 | 2015 | 2017 | 2019 | 2020 | 2022 |